# Liste der denkmalgeschützten Objekte in Leitzersdorf
Die Liste der denkmalgeschützten Objekte in Leitzersdorf enthält die 9 denkmalgeschützten, unbeweglichen Objekte der niederösterreichischen Gemeinde Leitzersdorf.

## Denkmäler
| Foto |                 | Denkmal                                                                 | Standort                                                 | Beschreibung | Metadaten |
| ---- | --------------- | ----------------------------------------------------------------------- | -------------------------------------------------------- | --- | --- |
| ja   | Datei hochladen | Ortskapelle Maria Schnee HERIS-ID: 26352 Objekt-ID: 22823               | Hatzenbach 42, gegenüber Standort KG: Hatzenbach         | Die Ortskapelle Maria Schnee in der Achse der Dorfstraße von Hatzenbach wurde in der ersten Hälfte des 18. Jahrhunderts errichtet. Die Bauerlaubnis ist aus dem Jahr 1720 urkundlich belegt. 1733 wurde die Kapelle mit der Messlizenz ausgestattet. Der halbkreisförmig geschlossene, spätbarocke Bau hat einen Dachreiter, der sich über dem geschwungenen Fassadengiebel erhebt und von einem Zwiebelhelm bekrönt wird. Der Innenraum verfügt über ein zweijochiges Kreuzgratgewölbe. Darin befindet sich ein klassizistischer Tabernakelaufbau mit Adorationsengeln und einem baldachinbekrönten Mariahilf-Bild aus der ersten Hälfte des 18. Jahrhunderts. | BDA-Hist.: Q37901446 Status: § 2a Stand der BDA-Liste: 2025-06-30 Name: Ortskapelle Maria Schnee GstNr.: 1 Ortskapelle Hatzenbach, Gemeinde Leitzersdorf                 |
| ja   | Datei hochladen | Bildstock Kheim-Kreuz HERIS-ID: 26353 Objekt-ID: 22824                  | Hatzenbach 64, östlich Standort KG: Hatzenbach           | Am östlichen Ortsausgang steht ein achtseitiger barocker Pfeiler, der von einem Lichttabernakel bekrönt wird. | BDA-Hist.: Q37901458 Status: § 2a Stand der BDA-Liste: 2025-06-30 Name: Bildstock Kheim-Kreuz GstNr.: 588                                                                |
| ja   | Datei hochladen | Kath. Pfarrkirche hl. Brictius HERIS-ID: 26351 Objekt-ID: 22822         | Kleinwilfersdorf 11, neben Standort KG: Kleinwilfersdorf | Die erhöht im Norden über Kleinwilfersdorf am Ende einer Allee gelegene Pfarrkirche hl. Brictius ist eine historisierende Saalkirche von 1838 mit Fassadenturm und spätgotischem Chor. Langhaus und Turm sind durch eine umlaufende Traufkehle, breite Mauerbänder sowie durch Lunettenfenster mit mächtigen Spitzbogenumrahmungen am Hauptjoch und über dem Westportal einheitlich gegliedert. Am Westturm sind zwischen frei schließenden Eckpfeilern herausragende Spitzgiebel zu sehen. Der Turm verfügt außerdem über spitzbogige Schallfenster und einen Pyramidenhelm. Der eingezogene, zweijochige, spätgotische Chor hat einen Fünfachtelschluss, zweifach abgetreppte Strebepfeiler und am Polygon Spitzbogenfenster. Der Sakristeianbau steht nordseitig. | BDA-Hist.: Q37901434 Status: § 2a Stand der BDA-Liste: 2025-06-30 Name: Kath. Pfarrkirche hl. Brictius GstNr.: 67 Pfarrkirche Kleinwilfersdorf                           |
| ja   | Datei hochladen | Pfarrhof HERIS-ID: 26346 Objekt-ID: 22817                               | Ernstbrunner Straße 5 Standort KG: Leitzersdorf          | Der Pfarrhof von Leitzersdorf geht auf einen ersten Bau des Jahres 1669 zurück. In seiner heutigen Gestalt wurde er in der ersten Hälfte des 18. Jahrhunderts gestaltet und ist mit 1737 bezeichnet. Der zweigeschoßige, traufständige Bau verfügt über einen Mittelrisalit und einen quer gestellten Hoftrakt in der Mitte. Er weist eine Gesims- und Ortsteingliederung auf. Das Hofportal hat einen Volutenspitzgiebel, der sich über einem zwischen Fußgängerportalen liegenden Rundbogentor erhebt. | BDA-Hist.: Q37901393 Status: § 2a Stand der BDA-Liste: 2025-06-30 Name: Pfarrhof GstNr.: 8 Pfarrhof in Leitzersdorf                                                      |
| ja   | Datei hochladen | Wegkapelle hl. Johannes Nepomuk HERIS-ID: 26350 Objekt-ID: 22821        | Johannesplatz Standort KG: Leitzersdorf                  | Die Johannes-Nepomuk-Kapelle in der Ortsmitte von Leitzersdorf ist ein in der Zeit um 1900 errichteter Rechteckbau mit Pilastern, der eine Statue aus dem Jahr 1763 beherbergt. Das Relief am Sockel zeigt den Brückensturz des Heiligen. | BDA-Hist.: Q37901419 Status: § 2a Stand der BDA-Liste: 2025-06-30 Name: Wegkapelle hl. Johannes Nepomuk GstNr.: 209/5                                                    |
| ja   | Datei hochladen | Kath. Pfarrkirche hl. Jakob der Ältere HERIS-ID: 26347 Objekt-ID: 22818 | Ernstbrunner Straße 9, neben Standort KG: Leitzersdorf   | Die Pfarrkirche hl. Jakobus der Ältere im Süden von Leitzersdorf ist eine im Kern wahrscheinlich romanische, barock veränderte und durch barocke Seitenschiffanbauten basilikale Kirche mit barockem Südturm. Ihr Langhaus ist von einem Satteldach gedeckt. Das Mittelschiff ragt durch eine Verlängerung des Jahres 1721 an der westlichen Seite heraus. Die Fassade weist Eckpilaster und barocke Rundbogenfenster auf. An den Seitenschiffen sind übergiebelte Portalvorbauten von 1737 mit Rundbogenöffnungen zu sehen. Der ebenfalls übergiebelte, zur Straße gewandte Rechteckchor hat abgerundete Kanten und ist wie der Westarm gegliedert. Südseitig befindet sich ein gotischer Kapellenanbau aus der ersten Hälfte des 14. Jahrhunderts, mit barock gerundetem Fünfachtelschluss und Strebepfeilern. Über dem Kapellenjoch erhebt sich ein barocker Turm von 1709 mit Faschen- und Gesimsgliederung, Uhrengiebeln und neuerem Pyramidenhelm. Nördlich liegt ein zweigeschoßiger Sakristei- und Oratoriumsanbau von 1787. | BDA-Hist.: Q37901407 Status: § 2a Stand der BDA-Liste: 2025-06-30 Name: Kath. Pfarrkirche hl. Jakob der Ältere GstNr.: 12 Pfarrkirche hl. Jakob der Ältere, Leitzersdorf |
| ja   | Datei hochladen | Bildstock Weißes Kreuz HERIS-ID: 26345 Objekt-ID: 22816                 | Standort KG: Leitzersdorf                                | | BDA-Hist.: Q37901383 Status: § 2a Stand der BDA-Liste: 2025-06-30 Name: Bildstock Weißes Kreuz GstNr.: 1611                                                              |
| ja   | Datei hochladen | Bildstock HERIS-ID: 26344 Objekt-ID: 22815                              | gegenüber Leitzersdorfer Straße 13 Standort KG: Wiesen   | Im Norden von Wiesen steht ein abgefaster barocker Pfeiler mit Quaderaufsatz. | BDA-Hist.: Q37901373 Status: § 2a Stand der BDA-Liste: 2025-06-30 Name: Bildstock GstNr.: 299/2                                                                          |
| ja   | Datei hochladen | Bildstock HERIS-ID: 26341 Objekt-ID: 22812                              | Standort KG: Wiesen                                      | | BDA-Hist.: Q37901361 Status: § 2a Stand der BDA-Liste: 2025-06-30 Name: Bildstock GstNr.: 589/1                                                                          |